# Colibrí admirable
El colibrí admirable (Loddigesia mirabilis) és una espècie d'ocell de la subfamília dels lesbins (Lesbiinae) dins la família dels troquílids (Trochilidae). És l'única espècie del gènere Loddigesia Bonaparte, 1850.

## Descripció
- Colibrí amb uns 16 cm de llargària els mascles (uns 12 cm de cua) i uns 9 cm la femella (uns 6 cm de cua).
- Bec negre molt lleugerament corbat.
- Mascle verd per sobre amb corona blava. Blanc per baix amb una ampla franja longitudinal negra i la gorja verd turquesa iridiscent. La cua està formada per quatre plomes, dues centrals llargues i dues externes molt més llargues, d'aspecte filiforme i acabades en una mena de raqueta blava.
- Femella verda per sobre, amb les parts inferiors blanquinoses amb motes verdes. La cua de la femella és relativament llarga però molt més curta que la del mascle, majoritàriament verda a la part superior i blanquinosa amb taques fosques a la part inferior.
- Immaturs semblants als adults, amb les plomes caudals més curtes.

## Hàbitat i distribució
Habita principalment a la selva de muntanya i zones arbustives i de matoll properes. Sembla estar confinat a la vall del Riu Utcubamba, un afluent del Marañón, a Perú septentrional.